# Esfera cultural da Ásia Oriental
A Esfera cultural da Ásia Oriental, Esfera cultural do Leste Asiático ou Sinoesfera se refere a um grupo de países e regiões que foram historicamente influenciados pela cultura da China. Outros nomes para o conceito incluem esfera cultural chinesa.
A esfera cultural do Leste Asiático compartilha a filosofia ética confucionista, o  budismo, as estruturas políticas e jurídicas, e historicamente, um sistema de escrita comum. As regiões centrais da esfera cultural da Ásia Oriental são China, Coreia, Taiwan, Japão e Vietnã, embora a Mongólia e partes da Ásia Central são por vezes incluídas.

## Uso Acadêmico

### Arnold J. Toynbee
O historiador britânico Arnold J. Toynbee em seu livro, A Study of History, listou a civilização do Extremo Oriente como uma das principais civilizações. Ele incluiu o Japão e a Coréia, em sua civilização do Extremo Oriente, citando que estas evoluíram da civilização chinesa que se originou na bacia do Rio Amarelo.Toynbee comparou a relação entre a civilização chinesa e o restante do Extremo Oriente com a Helenismo e civilizações ocidentais.

### Nishijima Sadao
O historiador japonês Nishijima Sadao (1919 - 1998) concebeu a esfera cultural chinesa ou da Ásia Oriental como em grande parte isolada de outras culturas. De acordo com Sadao, esta esfera cultural compartilhava a filosofia do confucionismo, a religião do budismo, e semelhantes estruturas políticas e sociais. Sua esfera cultural inclui a China, Japão, Coréia, Vietnã e áreas entre Mongólia e o Himalaia.

## Semelhanças

### Confucionismo

O mapa mostra a esfera cultural da Ásia Oriental

Os países da China, Japão, Coréia, Vietnã compartilham uma visão filosófica confucionista. Confucionismo é uma filosofia humanista, que acredita que os seres humanos são dóceis e melhoráveis através de esforço pessoal e comunitário, especialmente incluindo a auto-cultivo e auto-criação. O Confucionismo centra-se no cultivo da virtude e da ética, sendo os mais básico, o ren, yi e li. Ren é a obrigação do altruísmo e humanidade para outros indivíduos, o yi é a manutenção da justiça e da disposição moral de fazer o bem, e o li é um sistema de normas que determinam como uma pessoa deve agir corretamente na vida cotidiana.

### Neo-Confucionismo
A filosofia medieval chinesa é definida principalmente pelo desenvolvimento do Neoconfucionismo. Durante a Dinastia Tang, o budismo do Nepal tornou-se também uma disciplina filosófica e religiosa proeminente. O Neoconfucionismo tem suas origens na Dinastia Tang, sendo os estudiosos confucionistas Han Yu e Li Ao considerados como antepassados dos neo-confucionistas da Dinastia Song. O filósofo da Dinastia Song, Zhou Dunyi, é visto como o primeiro verdadeiro "pioneiro" do Neoconfucionismo, usando metafísica taoístas como estrutura de sua filosofia ética.

### Cultura literária
A cultura literária do Leste Asiático era baseada no uso da clássica linguagem chinesa, que era utilizada pelos eruditos e governos em toda a região. Embora cada um desses países desenvolvesse sistemas de escrita vernácula e as usaram para a literatura popular, eles continuaram a usar o chinês para todas as escrita formais, até que foi eliminada pelo crescente nacionalismo em torno do fim do século XIX.
Por volta do VII século e possivelmente mais cedo a impressão de xilogravura foi desenvolvida na China, e livros foram amplamente produzidos na clássica linguagem chinesa. Inicialmente, ela foi usada apenas para copiar as escrituras budistas, mas mais tarde obras seculares também foram impressas. Ela foi usada por séculos para imprimir livros, muito antes do advento do tipo móvel, mas só surpreendentemente tarde, durante o período Edo (1603-1867), foi amplamente adotada a xilogravura no Japão. Até o século XIII, prensas moveis de metal foram usadas por impressoras do governo na Coréia, mas parece não ter sido amplamente utilizadas na China, no Vietnã ou no Japão.

### A cultura empresarial
A cultura empresarial do Leste da Ásia permanece fortemente influenciada pelo confucionismo. No Japão, as empresas estão organizadas hierarquicamente e os relacionamentos são altamente valorizados. Empresas coreanas também aderiram aos valores do confucionismo, e são estruturadas em torno de uma família patriarcal, governada por piedade filial entre a administração e os funcionários de uma empresa. 

### Culinária
A culinária do leste da Ásia compartilha muito dos mesmos ingredientes e técnicas. Chopsticks são usados como um utensílio em todos os países do Leste Asiático.  O uso de molho de soja, um molho feito a partir da fermentação da soja, também é comum na Ásia Oriental, sendo o arroz um alimento básico e é um dos principais focos da segurança alimentar.